# Vlag van Olen
De vlag van Olen werd door de gemeenteraad op 18 juni 1980 officieel vastgesteld als de gemeentelijke vlag van de Antwerpse gemeente Olen. Op 1 oktober 1980 werd hij door het koninklijk besluit bevestigd en uiteindelijk gepubliceerd op 12 december 1980 in het officiële Belgisch Staatsblad.
Officieel wordt de vlag beschreven als:
Gevierendeeld 1. en 4. blauw met een gele vijfpuntige ster, 2. en 3. blauw met drie witte schuinbalken.
De vlag is volledig gebaseerd op het gemeentewapen en ziet er dus helemaal hetzelfde uit.

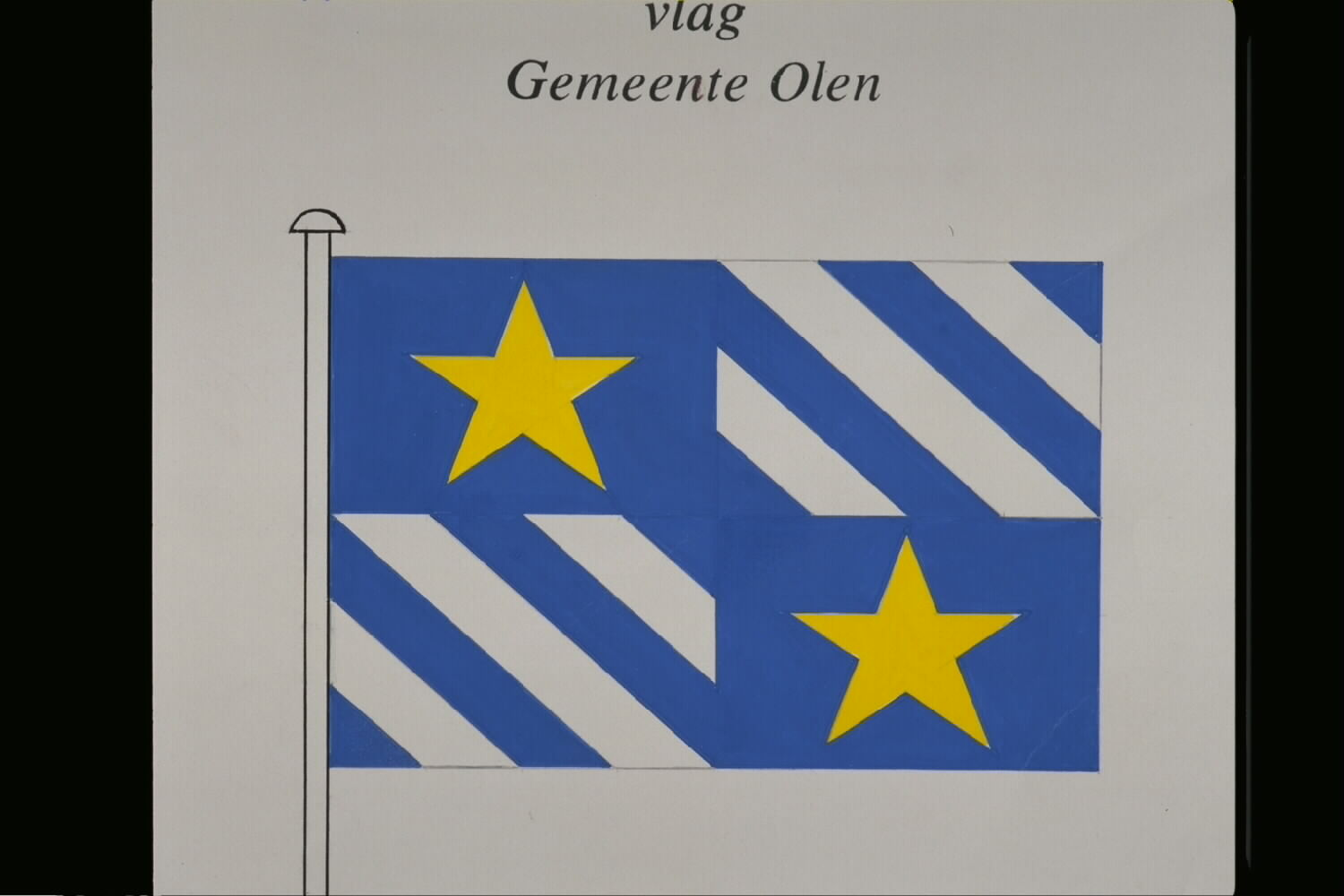
Officiële tekening van de vlag